# Baume-les-Dames
Baume-les-Dames este o comună franceză, situată în departamentul Doubs, regiunea culturală și istorică Franche-Comté în regiunea Bourgogne-Franche-Comté.

## Geografie

### Comune limitrofe
| La Bretenière                              | Fontenotte Luxiol | Autechaux Voillans                                |
| Val-de-Roulans Breconchaux Séchin Grosbois |                   | Hyèvre-Paroisse Hyèvre-Magny Villers-Saint-Martin |
| Fourbanne Esnans                           | Silley-Bléfond    | Pont-les-Moulins                                  |

### Topografie
Locația Baume-les-Dames se află între râul Doubs și platourile calcaroase ale masivului Jura, pe un fost meandru care a dispărut în prezent.

### Geologie
Satul vechi este situat pe un meandru dispărut al râului Doubs. Solul este compus din depozite aluviale din Cuaternar și se află pe un fragment al bazinului keuperian din Haute-Saône.

## Climat
În 2010, climatul comunei era de tip montan, conform unui studiu al Centrului Național de Cercetare Științifică (CNRS), bazat pe o serie de date ce acoperă perioada 1971-2000. În 2020, Météo-France a publicat o tipologie a climei din Franța metropolitană, conform căreia comuna este expusă unui climat montan sau de margine montană și se află în regiunea climatică Jura. Aceasta este caracterizată printr-o pluviozitate ridicată în toate anotimpurile (1 000 până la 1 500 mm/an), ierni aspre și o însorire redusă.
Pentru perioada 1971-2000, temperatura anuală medie este de 10,6 °C, cu o amplitudine termică anuală de 17,5 °C. Cumulul anual mediu de precipitații este de 1221 mm, cu 13,2 zile de precipitații în ianuarie și 10,4 zile în iulie. Pentru perioada 1991-2020, temperatura medie anuală observată la stația meteorologică Météo-France cea mai apropiată, situată în comuna Branne la 9 km distanță, este de 11,1 °C, iar cumulul anual mediu de precipitații este de 1127,0 mm.
Parametrii climatici ai comunei au fost estimați pentru mijlocul secolului (2041-2070) conform diferitelor scenarii de emisie de gaze cu efect de seră, bazate pe noile proiecții climatice de referință DRIAS-2020. Aceștia pot fi consultați pe un site dedicat publicat de Météo-France în noiembrie 2022.

## Urbanism

### Tipologie
La 1 ianuarie 2024, Baume-les-Dames a fost clasificată drept târg rural, conform noii grile comunale de densitate cu 7 niveluri, definită de INSEE (Institutul Național de Statistică și Studii Economice) în 2022. Localitatea face parte din unitatea urbană Baume-les-Dames, o unitate urbană monocomunală care constituie un oraș izolat. De asemenea, comuna face parte din zona metropolitană a orașului Besançon, fiind o comună din coroana acesteia. Această zonă, care reunește 310 comune, este clasificată în categoriile zonelor cu 200.000 până la mai puțin de 700.000 de locuitori.

### Utilizarea terenurilor
Ocupația terenurilor din comună, conform bazei de date europene privind ocuparea biogeofizică a solurilor Corine Land Cover (CLC), este dominată de păduri și medii semi-naturale (57,3 % în 2018), o proporție identică celei din 1990 (57,3 %). Distribuția detaliată în 2018 este următoarea: păduri (55,8 %), zone agricole eterogene (18,7 %), pășuni (12,4 %), zone urbanizate (10,2 %), medii cu vegetație de arbuști și/sau ierboase (1,5 %), zone industriale sau comerciale și rețele de comunicații (1,4 %). Evoluția ocupării terenurilor în comună și a infrastructurilor sale poate fi observată pe diferitele reprezentări cartografice ale teritoriului: harta Cassini (secolul XVIII), harta de stat-major (1820-1866) și hărțile sau fotografiile aeriene ale IGN pentru perioada actuală (1950 până în prezent).

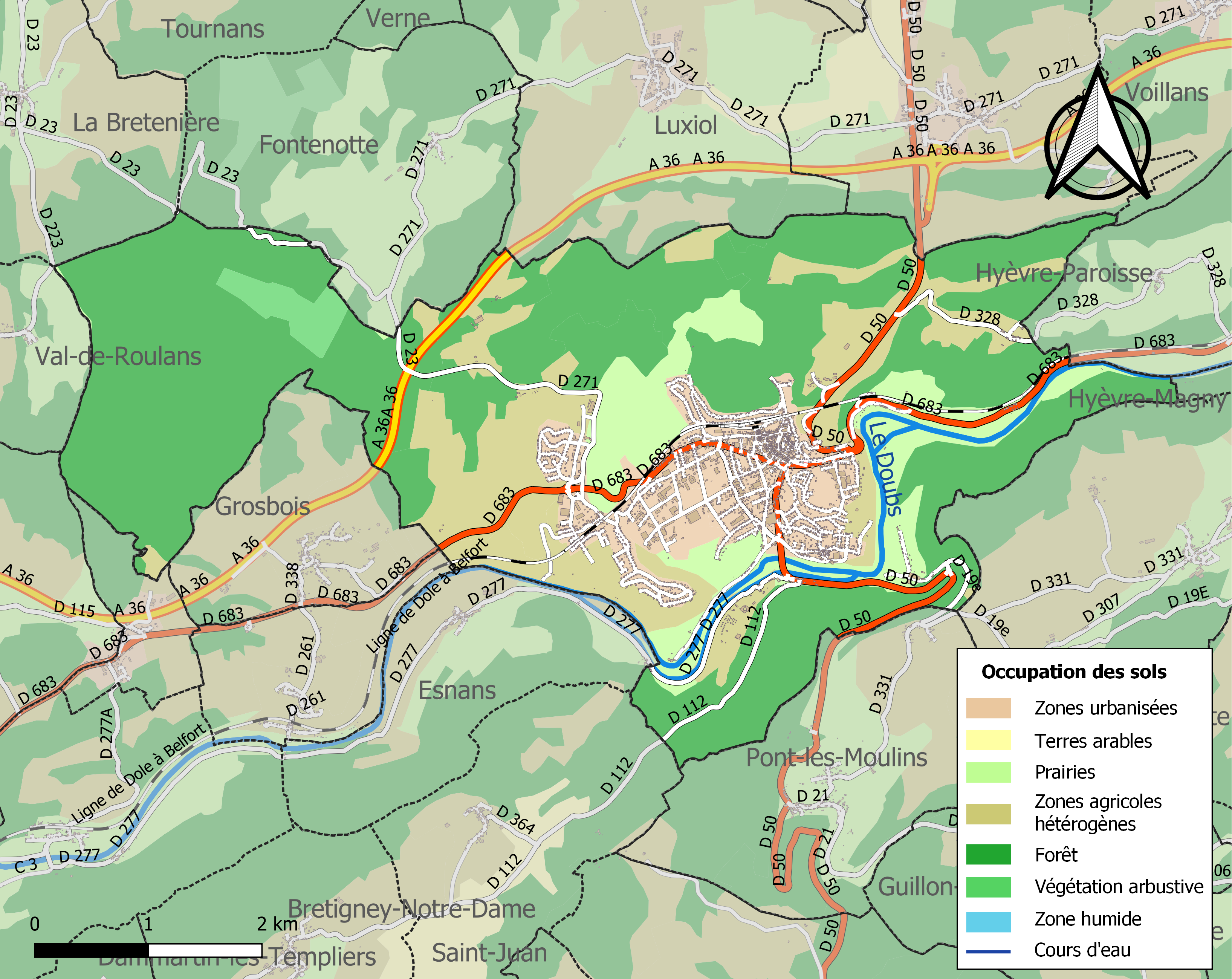
Harta infrastructurii și utilizării terenului a comunei în 2018 (CLC).

### Infrastructură și transport
Comuna este situată pe drumurile departamentale D683, D50 și D492.
De asemenea, beneficiază de un nod rutier pe autostrada A36, de Gara Baume-les-Dames pe linia Besançon-Belfort și de canalul Rhône-Rhin.

## Toponimie
Provine dintr-un cuvânt preceltic care înseamnă „peșteră”.
Balma în 819 ; Baime în 1289 ; Baume în 1293 ; Bames în 1395 ; Bamme în 1482 ; Balme-les-Nonnains în 1388 ; Baume-sur-Doubs în 1525 ; Baulme-les-Nonnes în 1584 ; Baumes-les-Dames în secolul al XVIII-lea ; Baume-les-Citoyennes sau Baume-sur-le-Doubs în perioada revoluționară.
Champvans-les-Baume: Champvans în 1540. Devenită Champvans-lès-Baume prin decretul din 19 decembrie 1936 ; fuzionată cu Baume-les-Dames la 11 decembrie 1972.

## Istorie

### Originea
Comitatul Warasch (Varais) a fost fondat de burgunzi în secolul al V-lea și era unul dintre cele cinci componente ale Franche-Comté-ului istoric, alături de comitatele Escuens, Amaous, Port și orașul Besançon. Această organizare a dăinuit până în secolul al XIII-lea. Comitatul se întindea de la Rougemont la Poligny, de la nord la sud, și de la vârfurile munților Jura până la malurile râului Doubs, de la est la vest. Capitala sa era Baume-les-Nonnes, care ulterior a devenit Baume-les-Dames.
Baume-les-Dames, cunoscut anterior sub denumirile Balmea, Balma, Palma și Baume-les-Nonnes, apare pentru prima dată în secolele X și XI într-un docușent emis de Hugues I de Bourgogne și în două bule papale ale lui Celestin al II-lea și Innocențiu al II-lea.
În anul 1040, arhiepiscopul de Besançon, Hugues I, a redactat un act de donație în care descrie orașul Baume-les-Dames. Acesta era construit pe versantul muntelui Saint-Léger și cobora până în câmpie. Partea superioară (care va fi distrusă spre mijlocul secolului al XII-lea de ducele Berthold) includea biserica Saint-Léger, în timp ce partea inferioară era organizată în jurul mănăstirii și sanctuarului dedicat Fecioarei Maria. La nord se afla biserica Saint-Martin, iar la sud-est bisericile Saint-Sulpice și Saint-Pierre. Prin acest document, Hugues I confirma și posesia a paisprezece biserici din împrejurimi în beneficiul orașului Baume.
În anul 1173, la abația Baume-les-Dames a fost încheiat un tratat între Aymon, priorul de Chaux, și Otto, conte palatin de Burgundia, al patrulea fiu al împăratului Frederic Barbarossa. Prin acest act, fiecare dintre ei a obținut jumătate din proprietatea prioratului. Această tranzacție a stat la baza constituirii senioriei de Clerval, care a fost cedată în martie 1365 de către ducii de Burgundia în favoarea conților de Montbéliard.

### Neufchâtel-Bourgogne
În secolul al X-lea, contele de Burgundia, Otto-Guillaume de Burgundia, era conducătorul principal al celor patru comitate ale Burgundiei (Port, Amont, Scoding și Warasch) și se afla sub suzeranitatea regelui Burgundiei, Rodolphe al III-lea. Acesta din urmă a fost influențat de Otto-Guillaume, care a reușit să îndepărteze conții inferiori numiți de rege și să îi înlocuiască cu vasalii săi, cărora le-a oferit titlul de viconte, cu puteri mai limitate, dar cu drept de moștenire asupra feudelor.
Cu această ocazie, casa de Neufchâtel(-Bourgogne) a obținut oficial vicontatul Baume-les-Dames, care era capitala comitatului Varasques. În același timp, Besançon a fost atribuit casei de Rougemont, Vesoul a devenit feuda familiei Faucogney, iar Dole și Salins au fost încredințate caselor L'Hôpital și Montsaugeon.
În anul 1241, castelul Baume-les-Dames era menționat într-un document emis de Otto al III-lea de Burgundia. Începând cu 1244, Thiébaud de Neufchâtel a fost desemnat ca vasal loial al ducelui de Burgundia pentru castelul Baume-les-Dames. În 1261, Thiébaud III de Neufchâtel a făcut donații de proprietăți abației, iar în 1291 o chartă alsaciană l-a calificat drept landgraf de Baume—așa-numitul titlu de grof îi oferea dreptul de a guverna și de a judeca asupra orașului și teritoriilor sale dependente. Diferite funcții administrative erau sub autoritatea familiei Neufchâtel: astfel, orașul era condus de un primar (Pierre în 1150, Guy în 1200, Renaud de Scey în 1220). În același timp, fortăreața era sub jurisdicția unui castelan care, după distrugerea castelului, a preluat titlul de căpitan al orașului.
În 1343, casa de Neufchâtel a renunțat la proprietatea asupra vicontatului ca despăgubire pentru ostilitatea față de ducii de Burgundia. În 1415, Ioan cel Neînfricat a preluat funcția de protector al abației, dar în 1460, prin decizia regelui Franței, vicontatul a fost restituit casei de Neufchâtel.

### Războaie și distrugeri
În anul 1348, o epidemie de ciumă a devastat regiunea, lăsând supraviețuitorii să înfrunte noi încercări. În 1360, englezii au efectuat incursiuni și au jefuit zona.
În 1407, viituri majore ale râului Doubs au dus la distrugerea podului cu taxă. În 1476, loreni și elvețieni au jefuit orașul, l-au incendiat și au distrus complet castelul. Apoi, în 1498, aproape întreaga localitate a fost devastată de un incendiu.
Secolele următoare nu vor fi deloc liniștite. În 1595, Henric al IV-lea al Franței încearcă să cucerească orașul, dar este respins de locuitori. În 1637 are loc invazia francezilor și jefuirea orașului. Baume-les-Dames este abandonat de stareță și călugărițe, precum și de o mare parte dintre locuitori.

### Bailliage-ul de Baume-les-Dames
În 1546, un document emis de Carol Quintul menționa crearea unui sediu de bailliage la Baume-les-Dames. În 1763, orașul devine reședința unui bailliage, a unei administrații financiare și a garnizoanei. Deja în 1568 fusese construită o casă comunală unde își desfășura activitatea consiliul orașului, având rolul de a administra treburile municipale, lucrările publice și supravegherea fortificațiilor.
De asemenea, în 1647, magistratul orașului nu a ezitat să recunoască dreptul de gardian al abației vicontelui-primar-căpitan, adică al lui însuși. Bailliage-ul era delimitat la nord de prévôté-urile Montbozon și Montjustin, ambele dependente de bailliage-ul Vesoul, de principatul Montbéliard, la sud de bailliage-ul Ornans, la est de Elveția și la vest de bailliage-ul Besançon. Bailliage-ul Baume-les-Dames includea teritoriile și senioriile Héricourt (care avea unsprezece parohii), Blamont (treisprezece parohii), Clémont (cinci parohii) și Châtelot (zece parohii).

### Epoca contemporană
În timpul Revoluției Franceze, comuna a purtat provizoriu numele de Baume-sur-le-Doubs.
În 1896, comuna, care avea atunci 2 555 de locuitori, a absorbit localitatea vecină Cour, care avea 158 de locuitori.
A fost reședință de district între 1790 și 1795 și reședință de arondisment între 1800 și 1926.
În 1972, comuna, care număra atunci 4 914 locuitori, a absorbit localitatea vecină Champvans-les-Baume, care avea 92 de locuitori.

## Populația și societatea

### Date demografice
Evoluția numărului de locuitori este cunoscută prin recensămintele populației efectuate în comuna respectivă începând din 1793. Pentru comunele cu mai puțin de 10 000 de locuitori, un recensământ al întregii populații este realizat la fiecare cinci ani, populațiile legale pentru anii intermediari fiind estimate prin interpolare sau extrapolare. Pentru comuna respectivă, primul recensământ exhaustiv în cadrul noului dispozitiv a fost realizat în 2004.
În 2022, comuna număra 5 064 locuitori, în scădere cu -1,65 % față de 2016 (Doubs: +3,73 %, Franța fără Mayotte: +2,11 %).
| An        | 1793  | 1821  | 1841  | 1856  | 1876  | 1886  | 1901  | 1921  | 1936  | 1962  | 1982  | 2006  | 2014  | 2022  |
| --------- | ----- | ----- | ----- | ----- | ----- | ----- | ----- | ----- | ----- | ----- | ----- | ----- | ----- | ----- |
| Populație | 2 220 | 2 173 | 2 543 | 2 615 | 2 762 | 2 841 | 3 134 | 3 147 | 2 898 | 4 038 | 5 303 | 5 349 | 5 255 | 5 064 |

## Cultură locală și patrimoniu

### Locuri și monumente

#### Abația Sainte-Odile
Se presupune că abația Sainte-Odile a fost fondată în secolul al IV-lea. Ea poartă numele sfintei Odile, care s-a ascuns aici pentru a scăpa de tatăl său. Abația a fost reconstruită în secolul al XVIII-lea.

#### Biserica Saint-Martin
Biserica Saint-Martin este astăzi unul dintre cele mai frumoase monumente din centrul istoric al Baume-les-Dames. De altfel, a fost înscrisă în inventarul Monumentelor Istorice. Prima biserică Saint-Martin datează din secolul al IX-lea. Martin era soldat în garda imperială de la Amiens. Într-o zi, un sărac l-a abordat, iar, într-un gest frățesc, i-a oferit jumătate din mantia sa. Din acel moment, Sfântul Martin s-a botezat și a dus o viață de pustnic. Biserica a fost pusă sub patronajul Sfântului Martin, deoarece acesta a trecut prin Baume-les-Dames.
Biserica a luat naștere din fuziunea celor două parohii Saint-Martin și Saint-Sulpice în 1615. A fost reconstruită între 1617 și 1621, folosind pietre locale extrase din carierele Combes. Această biserică a fost edificată de arhitecții Perrin și Roussel. La fel ca alte biserici comtoise din secolul al XVII-lea, biserica are bolți în ogivă. Turnul, de stil gotic troubadour, a fost construit între 1825 și 1828, conform planurilor arhitectului Pierre Marnotte (1797-1882).
Biserica este dotată cu un orgă realizată de Joseph și Claude Callinet din Rouffach, în anul 1830.

#### Capela Sfântului Mormânt
Această capelă a fost ridicată în 1540 de un locuitor din Baume-les-Dames, canonicul Claude Pignet.
A fost construită cu scopul de a primi enoriașii afectați de ciumă. Se află în cimitir, ca și cum destinul bolnavilor era deja hotărât.
Este de stil gotic, chiar gotic târziu, având un frumos pridvor cu fronton din lemn.
A fost restaurată între 1970 și 1971, conform indicațiilor pictorului Pierre Jouffroy, și a servit, până de curând, drept loc de înmormântare pentru preoții parohiei, ale căror nume pot fi încă citite pe plăcile de piatră înainte de intrarea în capelă.
Primul element care atrage privirea la intrare este o reprezentare a „Puneri în mormânt”, datând din secolul al XIII-lea și prezentând opt personaje. Cristos, întins în prim-plan, este susținut de Iosif din Arimateea (la cap) și Nicodim (la picioare). În fundal, se observă Fecioara Maria susținută de Sfântul Ioan, Sfânta Maria Magdalena și alte două femei. Pe fața anterioară a mormântului apar îngerași care poartă blazoane reprezentând instrumentele Patimilor (lănci, clești, scări, coroane de spini). Aceste simboluri reflectă suferința lui Cristos și, poate, suferința celor afectați de ciumă.
Două mici bazine se află de o parte și de alta a altarului și erau folosite de preot pentru a-și spăla mâinile în timpul slujbei. Ele sunt situate la 40 cm deasupra solului, ceea ce indică faptul că nivelul podelei a fost ridicat cu cel puțin 50 cm, probabil ca urmare a înhumărilor succesive. Această înălțare a solului se observă și prin lipsa bazei la montanții de la intrare.
Se pot vedea, de asemenea, (în partea dreaptă la intrare) două busturi din lemn policrom, de o parte și de alta a unui crucifix, reprezentând sfinții protectori: Sfântul Martin și Sfântul Germain. În stânga, Sfântul Martin, patronul bisericii parohiale. În dreapta, Sfântul Germain, episcop de Besançon, care, potrivit legendei, ar fi fost la originea fondării abației, iar ale cărui relicve sunt păstrate în biserica Saint-Martin, vizitată anterior. Aceste busturi datează aparent de la sfârșitul secolului al XII-lea și provin din biserica abațială, demolată la începutul secolului al XVIII-lea.
Statuia Sfintei Acombe, fecioara bărbosă. O legendă povestește că, pentru a scăpa de avansurile provocatoare ale unui prinț păgân, tânăra și frumoasa Acombe a implorat pe Dumnezeu să o urâțească. Imediat, i-a crescut o barbă deasă, iar prințul, furios și frustrat, a ordonat crucificarea ei. Crucificarea ei este deosebită, deoarece a fost legată de picioare și de mâini cu frânghii. Această fecioară era foarte venerată în trecut și pelerinii veneau să o vadă din celălalt capăt al Franței.

#### Alte puncte de interes
- Casa seniorilor de Neuchâtel, din secolul al XV-lea, înscris în inventarul monumentelor istorice din 1989[37]
- Bailliage-ul Baume-les-Dames sau fostul tribunal, din secolul al XVIII-lea, înscris în inventarul monumentelor istorice din 1990[38]
- Statuia Fecioarei de Choléra, oferind un panorama asupra centrului istoric al orașului
- Crucea de Châtard, oferind un panorama asupra orașului
- Situl carrier[39]: un vast ansamblu care include cariere, colibe de pietrari, platforme de tăiere, coridor de transport, zonă de depozitare și chei de încărcare
- Peisajul natural care înconjoară orașul este ideal pentru escaladă, cu peste 460 de trasee practicabile
- Baume-les-Dames are o gară SNCF deservită de trenurile TER Bourgogne-Franche-Comté (linia Dole-Ville - Belfort)

### Personalități
- Jacques-Joseph Ebelmen (1814-1852), unul dintre pionierii geochimiei.